# Ananda

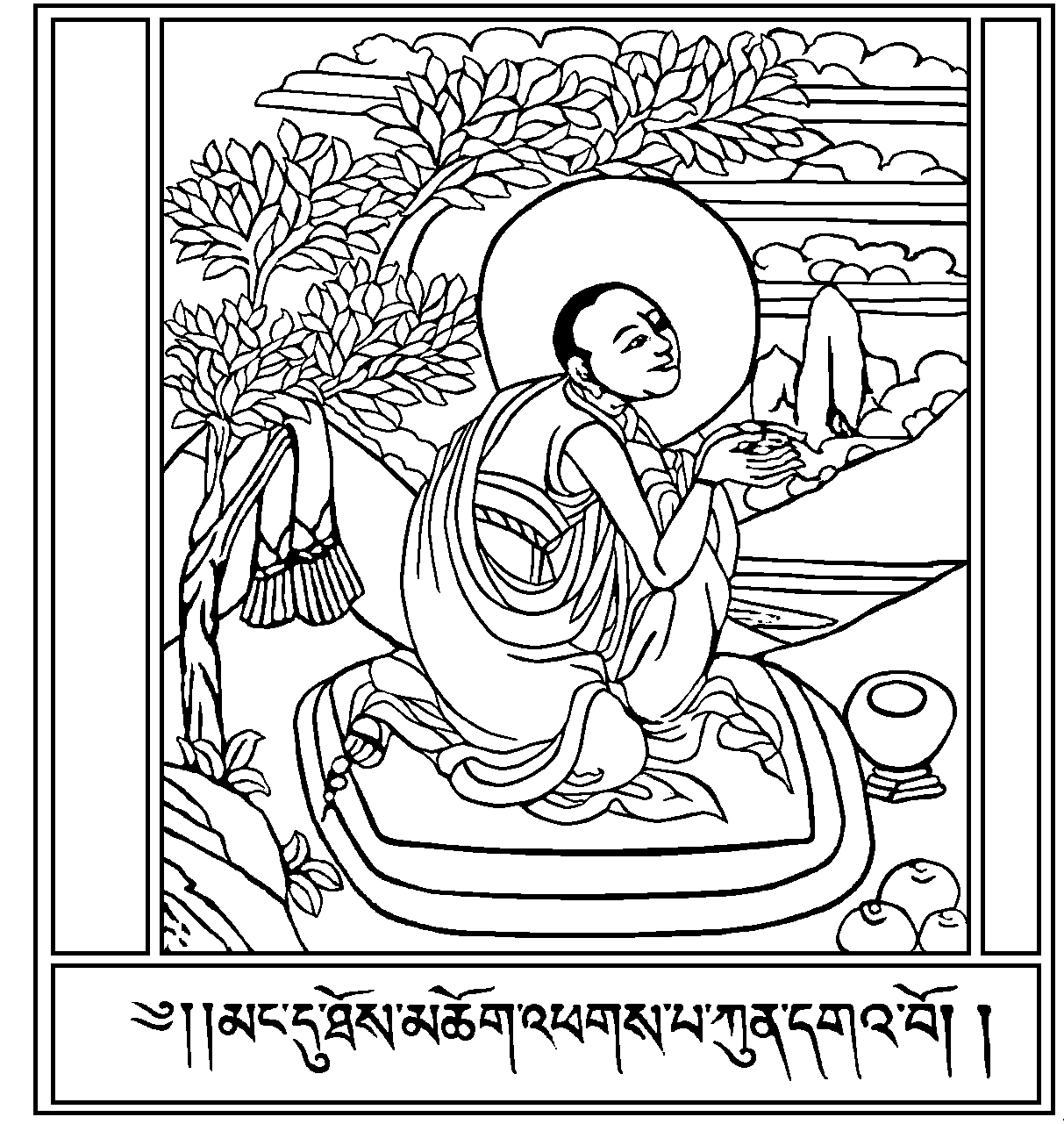
Tibetansk illustration föreställande Ananda

Ānanda var Buddhas kusin, följeslagare och en av hans närmsta lärjungar. Hans namn betyder "salighet" på sanskrit och pali.
Under de första tjugo åren efter Buddhas upplysning hade han ingen personlig följeslagare. Efter tjugo år bad han om en, och alla hans lärjungar erbjöd sig förutom Ananda. Han menade att Buddha själv skulle utse den som var bäst lämpad oavsett. Buddha valde Ananda, och från den dagen fram till Buddhas död vakade Ananda dagligen över Buddha. Han bar vatten till Buddha, städade hans boplats, tvättade honom, sydde hans kläder och följde med honom vart han än gick. Varje natt vakade han över Buddha för att se till att ingen störde honom i hans sömn och för att vara tillgänglig om Buddha behövde honom.
Ananda är känd för att ha haft ett extremt bra minne. Han memorerade allt Buddha hade sagt och reciterade detta på det första buddhistiska rådet. Detta är anledningen till att de flesta/alla buddhistiska sutror börjar med frasen "Så har jag hört". "Jag" i detta fallet är Ananda. I Kina är Ananda känd som Duowen Diyi, "Först i väldigt lyssnande" eller "Han som hörde mest".
Han blev upplyst under natten före det första buddhistiska rådet, efter Buddhas död. Enligt Faxian dog Ananda vid 120 års ålder.